# منطقه حفاظت‌شده سبزکوه
منطقهٔ حفاظت‌شدهٔ سبزکوه یک منطقهٔ حفاظت‌شده با مساحت ۵۱۱۷۰ هکتار است که در استان چهارمحال و بختیاری در ایران قرار دارد. این منطقهٔ حفاظت‌شده طبق مصوبهٔ شمارهٔ ۷۳۸ در تاریخ ۹۷/۰۴/۱۲ در فهرست مناطق تحت حفاظت سازمان محیط زیست ایران قرار گرفت. این منطقه در مجاورت منطقهٔ حفاظت‌شدهٔ هلن در فاصله ۱۵۰ کیلومتری شهرکرد و در محدودهٔ جغرافیایی شهرستان‌های بروجن، لردگان و دهستان مشایخ شهرستان کیار قرار دارد.

## تاریخچهٔ حفاظت

### منطقهٔ حفاظت‌شده
منطقه سبزکوه پیش از سال ۱۳۶۵ به صورت منطقه آزاد مورد حفاظت قرار می‌گرفت ولی از سال ۶۵ با بررسی و مطالعات انجام‌شده و به دلیل دارا بودن پتانسیل‌های غنی گیاهی و جانوری، توپوگرافی ویژه به صورت منطقه شکار ممنوع تحت حفاظت قرار گرفت. پس از آن در سال ۱۳۶۹ و حفاظت مؤثر به صورت منطقه حفاظت‌شده به تصویب شورای عالی حفاظت محیط زیست رسید و در سال ۱۳۷۰ عملاً با این نام مورد حفاظت قرار گرفت.

### ذخیره‌گاه زیست‌کره
منطقه حفاظت‌شده سبزکوه به همراه پارک ملی و منطقه حفاظت‌شده تنگ صیاد، بخشی از منطقه حفاظت‌شده هلن، تالاب چغاخور، تالاب گندمان، تالاب علی‌آباد و تالاب سولقان در ۱۹ خرداد ماه ۱۳۹۴ در ۲۷مین نشست برنامه جهانی انسان و کره مسکون (MAB) یونسکو در فرانسه تحت عنوان ذخیره‌گاه زیست‌کره تنگ صیاد و سبزکوه به فهرست ذخیره‌گاه‌های زیست‌کره جهان افزوده شد. این ذخیره‌گاه، یازدهمین ذخیره‌گاه زیست کره ایران و دومین ذخیره‌گاهی است که پس انقلاب ۱۳۵۷ در ایران ثبت جهانی شده است و نخستین ذخیره‌گاهی است که برنامه جامع مدیریتی دارد.

## جغرافیا
این منطقه یک زیستگاه کوهستانی- جنگلی است که بلندترین ارتفاع آن کوه هزار دره با ارتفاع ۳۸۷۰ متر و کمترین ارتفاع آن ۱۱۲۰ متر از سطح دریا است. این شرایط موجب به‌وجود آمدن آبشارهای متعدد با ارتفاع و آب قابل‌توجه مثل آبشار تنگ زندان، و چشمه‌های متعدد از جمله چشمه آب سفید، چشمه دره باقر، چشمه تنگ مومنایی و … شده است. علاوه بر آن رود کره‌بس و ونک در کنار اقلیم نیمه مرطوب و میانگین بارش سالانه ۴۰۰–۸۰۰ میلی‌متر جنگل‌های بلوط زاگرس همراه با بنه و ارس را پدیدآورده است.

## گونه‌های جانوری
اقلیم و منابع آبی این منطقه در کنار پوشش گیاهی متنوع و توپوگرافی آن زیستگاه‌های مختلفی برای انواع جانوران وحشی به‌وجود آورده است. به‌گونه‌ای که بیش از ۲۴ گونه پستاندار، ۲۱ گونه خزنده، ۴ گونه دوزیست و ۱۲ گونه ماهی تاکنون شناسایی شده است. مهم‌ترین گونه‌های جانوری منطقه شامل کل و بز، پلنگ، خرس قهوه‌ای، گربه وحشی، سنجاب ایرانی، کبک دری، عقاب طلایی، روباه، تیهو، دلیجه، تشی، سارگپه، شنگ، خارپشت و انواع مارها است.

## پوشش گیاهی
در منطقه حفاظت‌شده سبزکوه در مجموع ۴۳۳ گونه گیاهی متعلق به ۲۸۵ جنس و ۷۳ تیره شناسایی شده است. از مهم‌ترین گونه‌های گیاهی این منطقه حفاظت‌شده می‌توان به ارس، زبان‌گنجشک، انواع بادام وحشی، مهلب، زالزالک، بنه، بلوط ایرانی، شیرخشت، انگور وحشی، پلاخور، گون، دافنه، علف پشمکی، جو پیازدار، آوندول، علف چای گوشبره، انواع گون و … اشاره کرد.